# Densidad de población

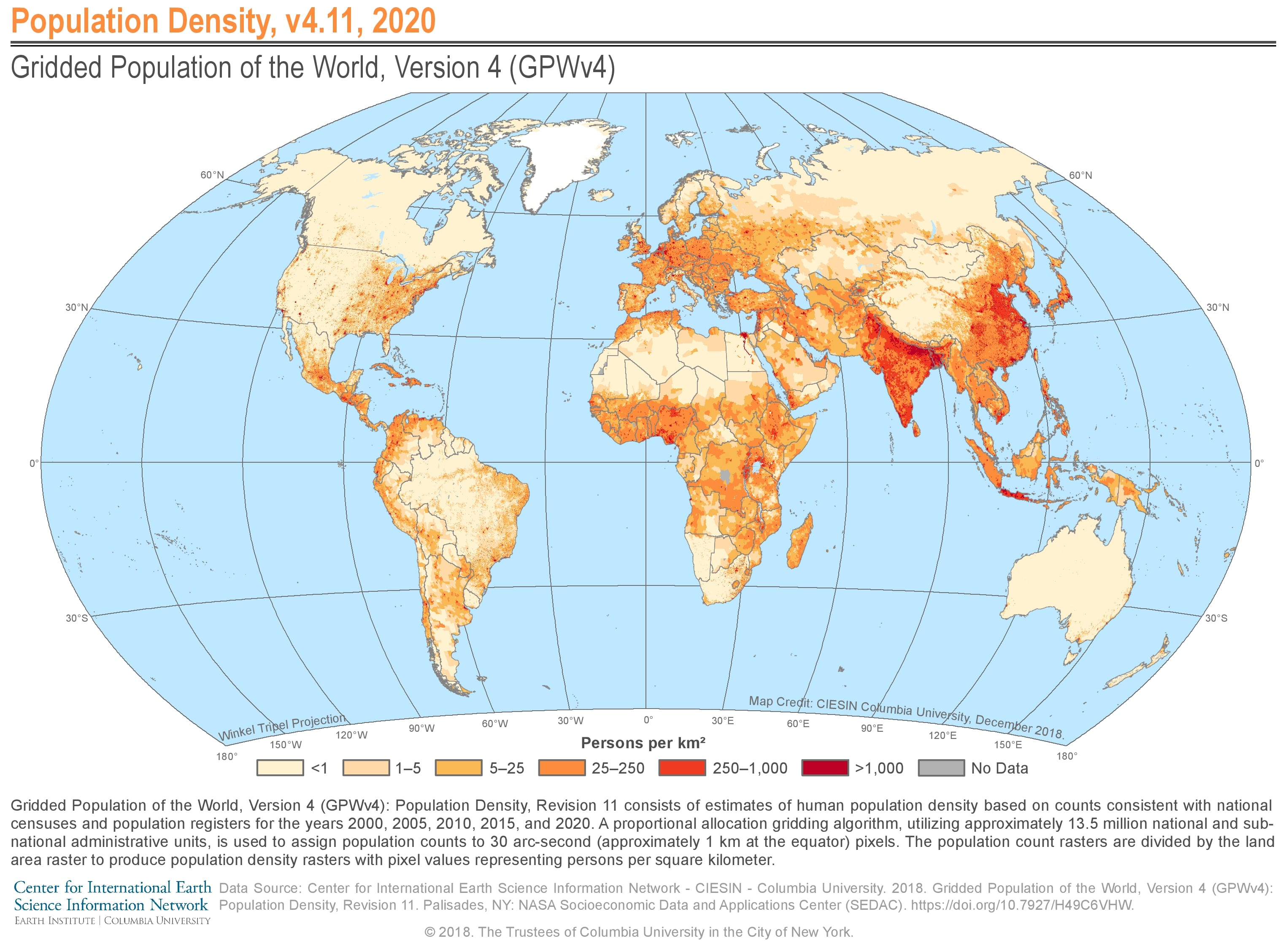
Mapa de la densidad de población mundial en 2020, cuando la población mundial era de unos 7800 millones de personas. Se observan altas densidades en la llanura Indo-Gangética, la llanura del Norte de China, la provincia de Sichuan, también en China, el delta del Nilo, el sur de Japón, Europa occidental, la isla de Java y el corredor Boston-Washington.

Densidad de población mundial por km² y por país (2015)

Densidad de población mundial por km² y por país (2006)

La densidad de población (en ocasiones, también población relativa, para diferenciarla de la población absoluta, la cual simplemente equivale a un número determinado de habitantes en cada territorio) se refiere al número promedio de habitantes de un país, región, área urbana o rural en relación con una unidad de superficie dada del territorio donde se encuentra ese país, región o área.

## Características
F. J. Monkhouse la define como el promedio de habitantes por unidad superficial en un determinado territorio. Y el Diccionario Rioduero de Geografía la define como el número medio de habitantes de un país que viven sobre una unidad de superficie (km²). Este número no refleja fielmente la realidad, ya que dentro de un mismo territorio existen normalmente grandes diferencias.
Su sencilla fórmula es:

{\displaystyle {\mbox{Densidad}}={\frac {\mbox{Población}}{\mbox{Superficie}}}}

Como a nivel mundial las áreas de las distintas naciones, regiones o divisiones administrativas se expresan mayoritariamente en kilómetros cuadrados, la densidad obtenida está comúnmente expresada en habitantes por km². No obstante, en algunos países, por ejemplo Estados Unidos, se suele utilizar más a menudo la milla cuadrada como unidad de superficie, por lo que en ellos la población relativa es normalmente expresada por medio de hab./mi²
Dentro de un mismo país, las regiones urbanas tienen una mayor densidad demográfica que las rurales. Sin embargo, en las comparaciones internacionales esto puede no ser siempre así. Por ejemplo algunas zonas rurales de la superpoblada isla indonesia de Java (la cual por su parte tiene una población absoluta de unos aproximados 150 millones de habitantes y una relativa de unos 1.170 hab./km² en promedio) poseen mayor densidad que algunas regiones urbanizadas de Europa, sobre todo, si comparamos algunas regiones urbanas con parte de su territorio poco poblado, con regiones rurales extensas de densidad elevada.
Los países o territorios más densamente poblados del mundo usualmente también son bastante pequeños y, en algunos casos, se trata de ciudades-Estado. Entre ellos se encuentran Macao (región administrativa especial de China), Singapur, Hong Kong (otra RAE china), la Franja de Gaza (una de las dos regiones palestinas) o el pequeño principado europeo de Mónaco. Por otro lado, entre las naciones con mayor población absoluta se destacan por su densidad Bangladés, la India y Japón. En América Latina sobresalen Puerto Rico, El Salvador (la nación más densamente poblada del istmo centroamericano), Guatemala y Cuba.
La ciudad con mayor densidad de población en el mundo es Kowloon, en Hong Kong (China) con una población de 50 000 habitantes y una superficie de 0.026 km² (densidad de 1 923 077 hab/km² en 2006), seguida de Macao, también en China.

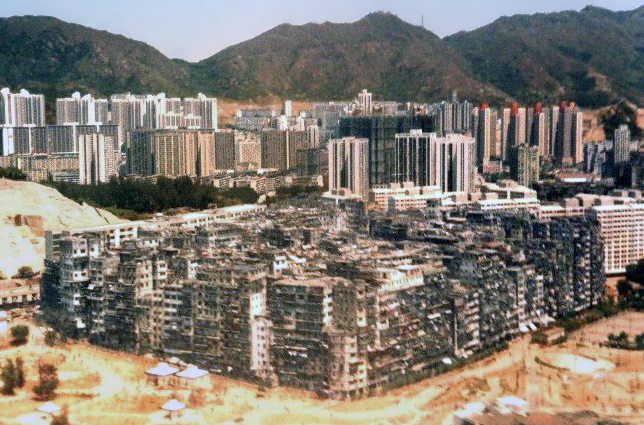
La ciudad amurallada de Kowloon que fue demolida en 1993, fotografía de 1989.

Hasta 1993, cuando fue demolida, existió dentro de Kowloon lo que se conoció como la Ciudad amurallada de Kowloon que tan solo en 0,026 km² tenía una población de 50.000 habitantes, lo que suponía una densidad de casi 2 millones de habitantes por km². Sin embargo, el contexto en el que este caso se produjo, generó un extremo hacinamiento y puso al límite las condiciones de habitabilidad de las viviendas.
En sentido general, puede decirse que las mayores y grandes densidades de población de las grandes ciudades del mundo, presentan problemas distintos y hasta opuestos a los de las zonas rurales de emigración. Si en las ciudades se agudizan día a día los problemas urbanos típicos (vivienda, transporte, fuentes de trabajo, servicios urbanos, seguridad ciudadana, marginalidad, etc.), en el medio rural no se pueden desarrollar proyectos de desarrollo económico o de infraestructura por falta o escasez de mano de obra. En un libro de Ester Boserup se señala que con el aumento de la población y de la producción agrícola, la concentración de la población en centros urbanos resulta prácticamente inevitable. Boserup también señala que el cambio tecnológico de la agricultura se produce al llegar a un punto crítico la tasa de densidad de población con lo cual, no solo aumenta la concentración demográfica en las ciudades, sino que se modifica también la situación en el campo con el desarrollo técnico, el aumento de la producción y, sobre todo, la diversificación de la economía, con el inicio y crecimiento de empresas industriales y de servicios. La diferencia entre las dos opciones marca un proceso de cambio a nivel mundial que se ha venido produciendo en los pasados 100 a 150 años: la disminución de la población campesina por el éxodo rural obliga a los agricultores que quedan a adquirir más tierras (las de los emigrantes) que tendrán que poner a trabajar con el empleo de una mayor cantidad de máquinas (aumento del capital) y sobre todo, también los obligan a un cambio en los tipos de cultivo que les permitan una mayor productividad y un rendimiento por hectárea más elevado.

## Los países con menor densidad de población
Así como hay lugares que tienen densidades altas de población, hay países en los cuales la densidad es mucho menor. Puede ser por distintas razones como el clima: en la Antártida, la única población son los científicos o turistas que residen temporalmente (por cuestiones de salud), la densidad de población es inferior a un habitante por kilómetro cuadrado (km²), al igual que en el Sahara Occidental, cuya densidad de población es de 1,15 habitantes por kilómetro cuadrado (aunque la cifra es irrelevante, ya que la mayoría de la población reside fuera del país). También uno de los problemas puede ser la escasez de los recursos (trabajos, mano de obra, alimentos, etcétera) y en Australia, donde la densidad de población es de 3 habitantes por kilómetro cuadrado. En 2018, los cinco países con menor densidad de población fueron los siguientes:
1. Mongolia, con 2 hab/km².
2. Australia, con 3 hab/km².
3. Islandia, con 3 hab/km².
4. Namibia, con 3 hab/km².
5. Libia, con 4 habitantes/km².[4]

La región autónoma de Groenlandia tiene una densidad de 0,026 hab/km².